# Двадесет и втора пехотна дивизия
Двадесет и втора пехотна дивизия е българска военна част, формирана и действала по време на Втората световна война (1941 – 1945).

## История
Двадесет и втора пехотна дивизия е формирана на 30 март 1943 от личния състав на разформированата 21-ва пехотна дивизия с цел попълване на Първи български окупационен корпус. В състава на дивизията влизат 63-ти и 66-и пехотни полкове, 3-ти етапен полк (преименуван в 103-ти пехотен полк на 15 декември 1943), 1-ви корпусен артилерийски полк и 22-ра смесена интендантска рота.
За командир на дивизията е назначен командирът на разформированата 21-ва пехотна дивизия полковник Антон Балтаков, който на 4 септември 1944 година е задържан от германската войска в Ниш и е въдворен в лагера Офлаг-8.
Дивизията е разформирана е през октомври 1944 година, като ликвидационния ѝ щаб съществува до април 1945 година.

## Началници
Званията са към датата на заемане на длъжността.
| №  | звание            | име            | дати                             |
| -- | ----------------- | -------------- | -------------------------------- |
| 1. | Полковник         | Антон Балтаков | 30 март 1943 – 4 септември 1944  |
|    | Генерал-лейтенант | Асен Греков    | 15 октомври 1945 – декември 1945 |